# گوی (فیلم)
«گوی» (انگلیسی: Goy (film)) فیلمی در ژانر ترسناک و اسلشر است که در سال ۲۰۱۱ منتشر شد. از بازیگران آن می‌توان به کریستوفر میچوم و ایوون زیما اشاره کرد.